# Louis Joseph Watteau
 (novembre 2019).
Si vous disposez d'ouvrages ou d'articles de référence ou si vous connaissez des sites web de qualité traitant du thème abordé ici, merci de compléter l'article en donnant les références utiles à sa vérifiabilité et en les liant à la section « Notes et références ».
Pour les articles homonymes, voir Watteau (homonymie).
Louis Joseph Watteau, dit Watteau de Lille, né le 10 avril 1731 à Valenciennes, et mort le 27 août 1798 à Lille, est un peintre français.
Il est le neveu d'Antoine Watteau, le peintre des fêtes galantes, et le fils de Noël Joseph Watteau (1689-1756), frère du précédent.
Peintres actifs à Lille, lui et son fils François seront appelés les « Watteau de Lille ». Son rôle a été déterminant dans la création du futur musée lillois des beaux-arts qui sera inauguré en 1803, par la réalisation du premier inventaire des tableaux confisqués à la Révolution.

## Biographie

### Jeunesse et famille
Le jeune Louis naît en 1731 à Valenciennes dans une famille de couvreurs. Noël Joseph Watteau, son père, se marie une première fois à Marie-Jeanne Fournier, mais devient rapidement veuf. Par la suite, de secondes noces ont lieu avec Marie-Charles de Noyelles, venant d’Avesnes-sur-Helpe. Ils ont ensemble trois fils dont Jacques Noël Joseph Watteau (signant Joseph Watteau) qui est l’aîné. Viennent alors Louis Joseph Watteau puis Jacques Laurent. Les frères ont également une demi-sœur issue du premier mariage, Marie Catherine, dite Béatrice lorsqu’elle devient sœur béguine.

### Formation artistique
Sa vocation d’artiste lui vient probablement de son oncle Antoine Watteau, pourtant mort dix ans avant la naissance de Louis Joseph. Au sujet de ses maîtres, peu de connaissances ont été recensées. On pense d’abord à Guillaume Lefebvre, car il a eu un apprenti du nom de Watteau, mais il pourrait s'agir d'un autre membre de la famille ou d'un homonyme sans lien avec celle-ci. Fromentin évoque Gabriel-François Doyen comme maître hypothétique. Cependant, l’éventualité la plus probable concerne Jacques Dumont, qui en 1750 est adjoint recteur à l’Académie Royale, et qui est le seul professeur à venir du nord de la France. Il est donc fort possible qu’il ait pris Louis Watteau sous son aile, pour l’introduire à l’académie.
Il poursuit ainsi sa formation à Paris, à l’Académie Royale. En décembre 1751, il obtient la médaille du quartier d’octobre pour une étude (LD 58[réf. souhaitée]), aujourd’hui perdue. Il devance alors les sculpteurs André Brenet et Jean-Pierre Pigalle. On suppose que c’est pendant son passage à Paris, qu’il rencontre Louis-Jacques Durameau, qui avait reçu une médaille au trimestre suivant.
En 1756, il retourne à Valenciennes et assiste aux funérailles de son père, le 19 mars. L’année suivante, il se marie à Agnès Dandoy (1734-1811), qui est originaire du pays de Mons (Belgique). Ils auront ensemble douze enfants, dont François Watteau qui deviendra peintre à son tour.
Alors qu’il est installé dans sa ville natale, il organise son travail comme le veut la profession : il possède son atelier, prend régulièrement des apprentis et participe à la guilde de Saint-Luc. Pour autant, aucune oeuvre de cette époque n’a été retrouvée, on remarque qu’il y a peu d’affluence de commandes.

### Peintre lillois
Il décide donc en 1765 d’aller vivre à Lille, afin d’avoir plus de clients. Malheureusement, la crise de 1760 va avoir des répercussions négatives sur l’artisanat de luxe, bien qu’elle touche davantage le « petit peuple ». La mentalité à l’époque est très conservatrice, et on trouve peu de mécènes, il n’y avait pas assez d’émulation intellectuelle pour fixer un jeune talent. Louis Watteau s’efforce tout de même de nouer des liens avec les nobles de la ville.
Les débuts de Louis Watteau sont assez difficiles, jusqu’à ce qu’il accède à des fonctions officielles en 1771. En effet il va obtenir la surveillance de Louis Guéret à l’école de dessin de Lille. À la mort de celui ci en juillet 1778, il sera nommé comme professeur de dessin. Il va à ce moment-là devenir le peintre le plus en vue de la ville, voire de la région. Il réalisera une série de commandes importantes à l’échelle locale, et va collaborer lors de certaines fêtes officielles.
C’est dans cette ville qu’il fait une rencontre déterminante : celle de Charles Lenglart, qui sera le parrain de son sixième enfant mais également son principal client. C’est un appui social, qu’il n’avait pas à Valenciennes. Il est lui-même peintre amateur et marié à Anne Van Nuffel, appartenant à la noblesse bruxelloise. Il incarne véritablement l’Homme des Lumières[Quoi ?][pourquoi ?].
En 1770, il est adjoint du peintre Louis-Jean Guéret à l'école de dessin de Lille. Il prend sa suite à la direction du cours de dessin en 1778. Membre de l'Académie des beaux-arts de Lille depuis sa fondation, en 1775, il devient alors l'un des principaux artisans de la fondation de l'Académie de Valenciennes en 1783. Fixé définitivement à Lille, il revend sa charge de peintre valenciennois en 1788 et s'engage dans la sauvegarde des tableaux confisqués au début de la Révolution, ce qui l'amène à être l'initiateur du musée de la ville en 1795.
Louis Joseph Watteau meurt le 27 août 1798 (10 fructidor de l'an VI) dans son logement de l'école centrale de Lille, rue des Arts.

### Style de peinture
Il réalise beaucoup de commandes pour les communautés religieuses et les notables de la ville. Ses dessins sont assez rares mais on trouve beaucoup de scènes champêtres.
Avec la période révolutionnaire de 1789, il connaît une période difficile, une grande partie de sa situation sera anéantie, mais il réussit malgré tout à conserver une place au sein de la région. Après ça, il peint beaucoup de sujets militaires.

## Œuvre

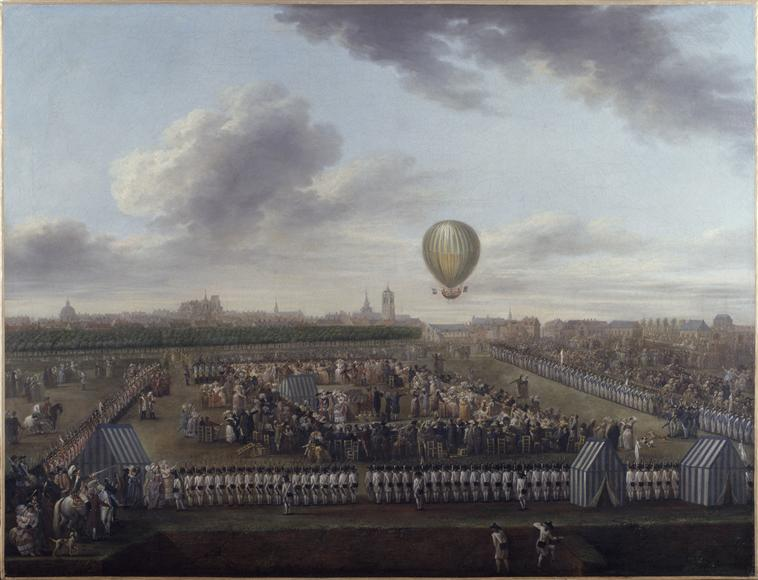
La 14e expérience aérostatique de Monsieur Blanchard accompagné du Chevalier Lépinard, Lille, musée de l'hospice Comtesse

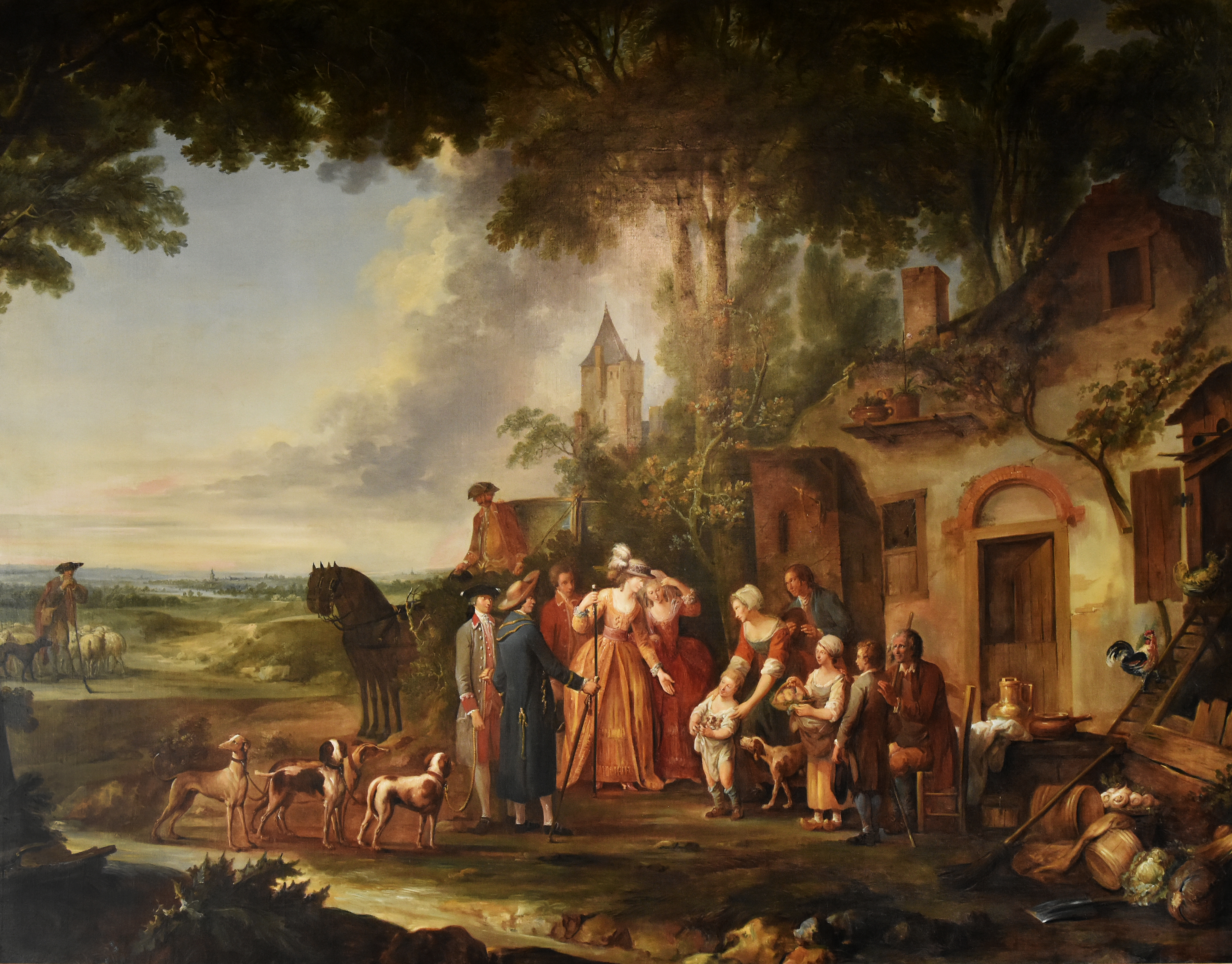
La visite à la ferme, Musée de Sens

Ses œuvres sont pour l'essentiel conservées dans les musées de Lille et Valenciennes.
- Avesnes-sur-Helpe, collégiale Saint-Nicolas : trois tableaux dans la chapelle de la Vierge ; ces tableaux sont détruits dans l'incendie de la collégiale le 5 avril 2021[3] ;
- Lille :
  - église Saint-Maurice : quatre scènes de la Passion: 
  - musée de l'hospice Comtesse :
    - La 14e expérience aérostatique de M. Blanchard, huile sur toile ;
    - Le Bombardement de Lille, huile sur toile ;
    - Le Retour des Aéronautes Blanchard et Lépinard, huile sur toile ;
    - Le Plat à Barbe, huile sur panneau ;

  - Palais des beaux-arts de Lille :
    - La Réception d'un soldat arrivant dans sa patrie, avec en fond Lille vue du Dieu-de-Marcq, 1774, huile sur toile ;
    - La Fête au Colisée de Lille, vers 1789, huile sur toile, 240 × 227 cm[4]
    - Le Violoneux, huile sur toile ;
    - Le Marchand d'oublies, huile sur toile ;

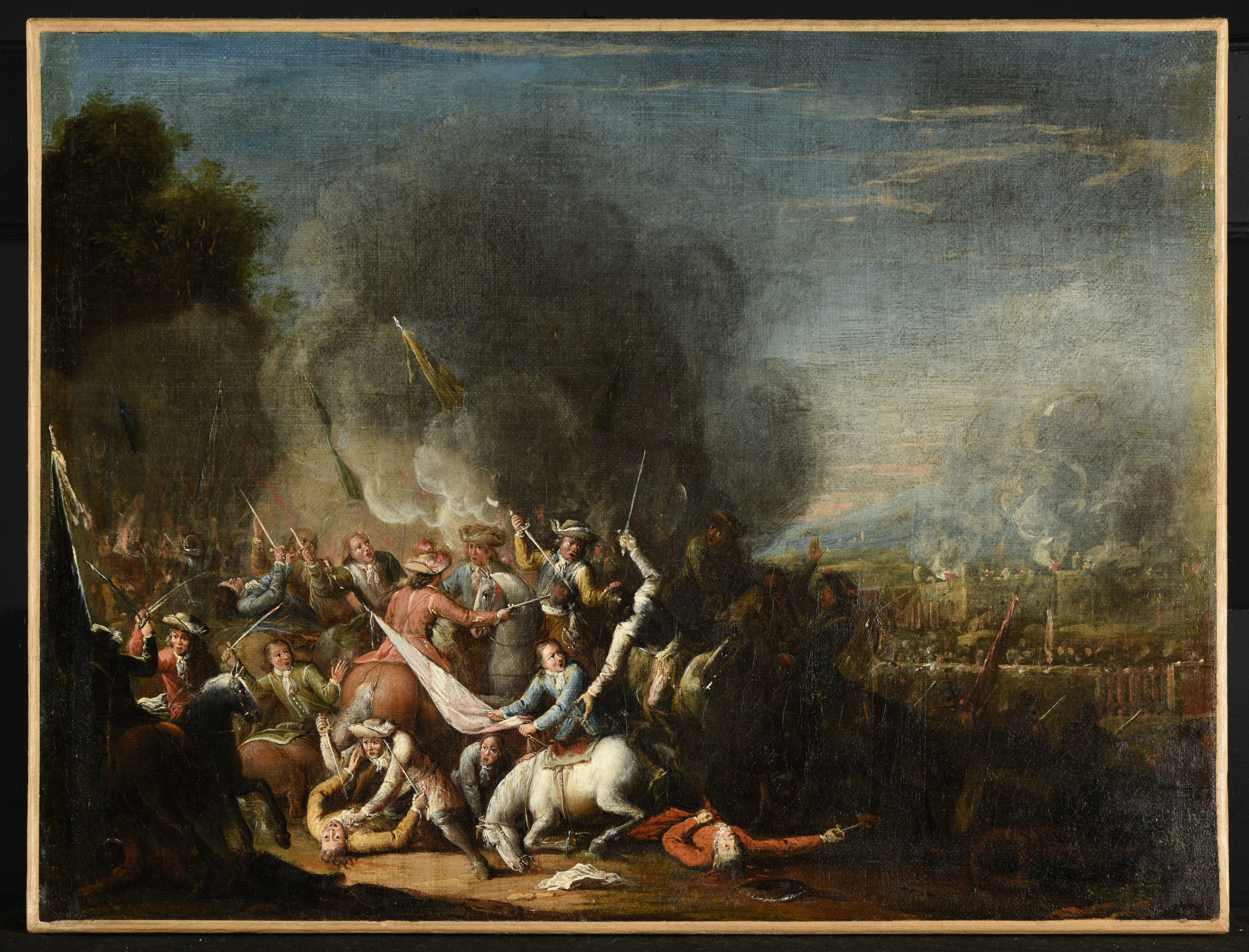
Paris, musée du Louvre : La Tentation de saint-Antoine ;
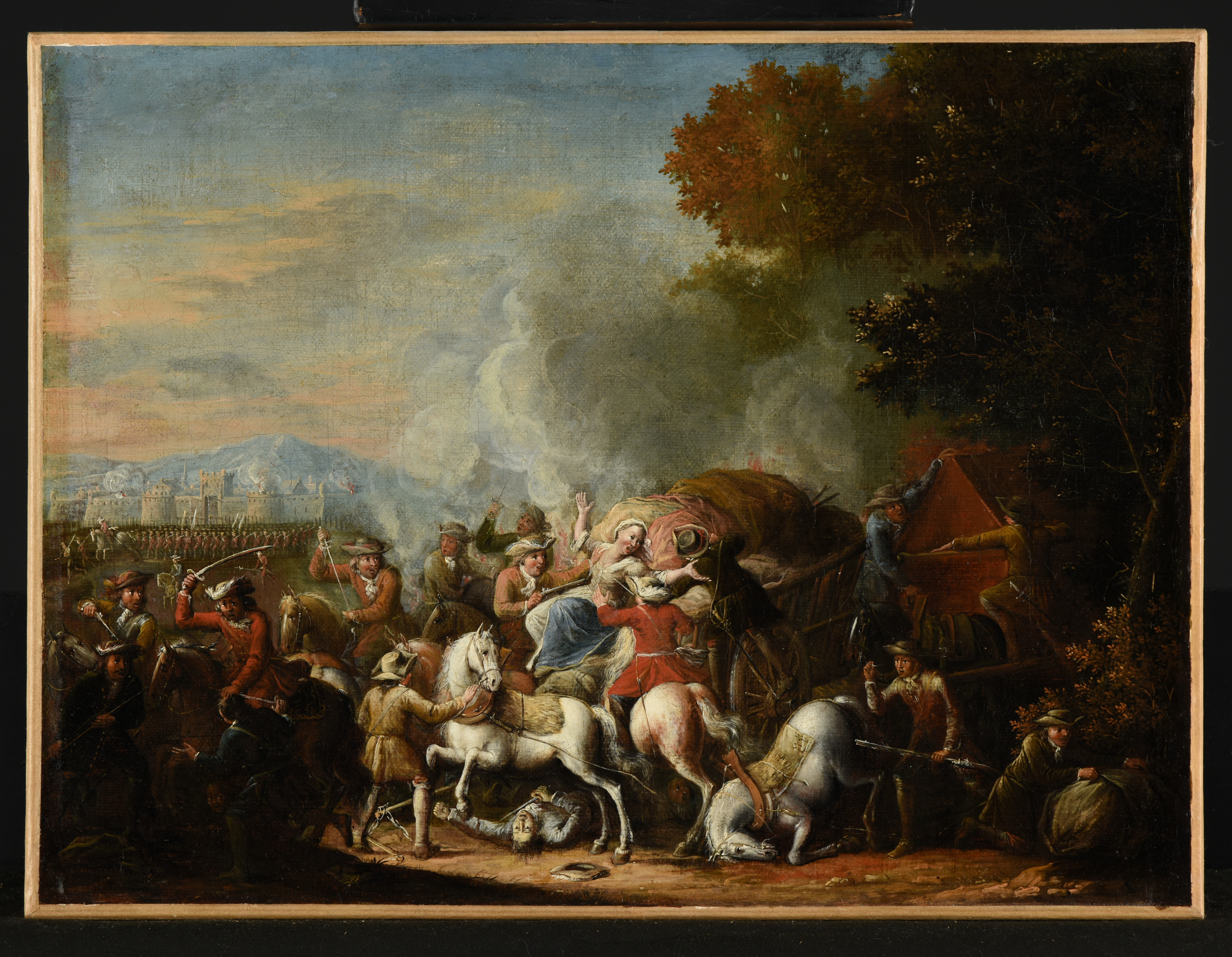
Reims, musée des beaux-arts
  - L' Attaque d'une charrette[5] ;
  - Bataille[6].    - Bataille, musée des Beaux-Arts de Reims
    - L'Attaque d'une charrette, musée des Beaux-Arts de Reims

- Valenciennes, musée des beaux-arts :
  - La Jolie Colombe, huile sur toile ;
  - La Joueuse de vielle, huile sur toile ;
  - Le Congé absolu, huile sur toile ;
  - Le Dragon amoureux, huile sur toile ;
  - Le Savoyard et sa marmotte, huile sur toile.
- Collections privées :
  - L'Arrêt à l'auberge, huile sur toile, 42 × 57 cm, Collection privée, vente Couturier Nicolay 1990